# Maria Luisa Sangiorgio
Maria Luisa Sangiorgio (Milano, 23 settembre 1947) è una politica italiana.

## Biografia

### Famiglia e studi
Figlia di Teresa Colombo (Rogeno,  1 novembre 1922 - Milano, 14 marzo 2016), operaia tessile alla Cucirini Cantoni Coats di Milano, e di Dionigi Sangiorgio (Rogeno, 8 novembre 1915 - Como, 29 novembre 1987), operaio metalmeccanico all’Alfa Romeo di Milano, il Portello, dove entrò nella resistenza con la 111ª Brigata Garibaldi di fabbrica.
Nel 1972 si laurea con lode in Lingue e Letterature straniere all’Università Bocconi, con una tesi sul Fronte Popolare in Francia, relatore il Professor Carlo Bo, e inizia subito l’attività di insegnamento che proseguirà  fino al 1977 e riprenderà dal 1985 al 1987.
Ha una figlia Federica Festa ed è sposata con Roberto Vallini.

### Attività amministrativa e politica
Nel 1970 viene eletta al Consiglio Comunale di Milano, come giovane studentessa, dove siederà fino al 1990.
Agli inizi degli anni settanta è Segretaria della Casa della Cultura di Milano.
Da luglio 1977 entra a far parte della Giunta comunale di Milano, guidata da Carlo Tognoli, dove ricoprirà, fino all’agosto del 1985, la carica di Assessore all’Educazione ed alla Condizione femminile.
Tra le sue principali attività: la realizzazione di un unico progetto educativo per i bambini da 0 a 6 anni; la riapertura delle colonie estive per dar vita al progetto Scuola Natura rivolto alle scuole materne ed elementari; la sperimentazione dei primi corsi di educazione informatica nei licei; la riorganizzazione delle scuole serali.
Nel giugno del 1987 viene eletta alla camera dei Deputati nelle liste del Partito Comunista. È segretario di Presidenza della Commissione Cultura, Presidente Aldo Aniasi.  Riconfermata nelle elezioni dell’aprile 1992 nelle liste del Partito Democratico della Sinistra, è eletta Segretario dell’Ufficio di Presidenza, Presidente Giorgio Napolitano.
Presenta come primo firmatario 10 progetti di legge di cui 2 divenuti legge con iniziativa parlamentare: Norme per la tutela dei bambini e degli adolescenti nella fruizione dei messaggi radio-televisivi e Riapertura dei termini, a favore delle imprese radiofoniche, per la dichiarazione di rinuncia agli utili.
Alcuni dei contenuti delle altre sue 8 proposte di legge vengono recepite nella legge per l’istituzione del ministero dell’Università che attribuì l’autonomia alle Università (Legge 9 maggio 1989, n. 168), ministro Antonio Ruberti; nella riforma dell’ordinamento della scuola elementare (Legge 5 giugno 1990, n. 148), ministro Sergio Mattarella; nella riforma del sistema radio televisivo, (Legge 6 agosto 1990, n. 223) detta anche legge Mammì dal suo promotore Oscar Mammì, Ministro dell’epoca.
Dal 1994 al 2010, è  Presidente del Corecom Lombardia,
È anche Presidente del Coordinamento Nazionale dei Corecom.
Dal dicembre 2008 all’agosto del 2017 è membro del Consiglio di Amministrazione della Fondazione Ugo Bordoni, Presidente Enrico Manca.

### Attività Professionale
Dopo l’attività di insegnamento e l’attività amministrativa e politica è responsabile della Comunicazione al Politecnico di Milano dal settembre del 1994 al 2003 quando viene incaricata dall’allora Rettore, Adriano De Maio, di costituire assieme al Professor Giampio Bracchi, che ne diverrà Presidente, la Fondazione Politecnico di Milano, presso la quale continuerà a lavorare come responsabile della comunicazione fino alla fine del 2015.